# 苯六酚
苯六酚，又称六羟基苯，是一种有机化合物，化学式为C6H6O6或C6(OH)6。它是苯的六羟基取代物。
苯六酚是一种可溶于热水的晶体，熔点大于310°C。它可以用肌醇（环己六醇）来制备。苯六酚氧化生成四羟基对苯醌（THBQ）、玫棕酸和十二羟基环己烷。相反地，苯六酚可由二氯化锡的盐酸溶液还原对四羟基苯醌的钠盐制得。